# Вольфов канал
Во́льфов кана́л, или вольфов проток (первичнопочечный канал; лат. ductus wolfii или ductus mesonephricus) — канал туловищной почки (мезонефроса) у позвоночных животных. Назван по имени естествоиспытателя Каспара Фридриха Вольфа.
Вольфов канал у большинства позвоночных развивается из зачатка, растущего от пронефроса к клоаке. У эмбрионов и личинок земноводных и костных рыб вольфов канал служит выводным протоком пронефроса и мезонефроса; у половозрелых самок — только мезонефроса. У самцов земноводных существует связь между семенником и вольфовым каналом; последний одновременно функционирует и как мочеточник, и как семяпровод. У пресмыкающихся, птиц и млекопитающих в связи с появлением метанефроса со вторичным мочеточником вольфов канал функционирует только на ранних стадиях развития. Позже у самцов он становится семяпроводом, у самок редуцируется.